# Rush Hour (film)
 For alternative betydninger, se Rush Hour. (Se også artikler, som begynder med Rush Hour)
Rush Hour er en film fra 1998 med Jackie Chan og Chris Tucker i hovedrollerne.

## Handling
Den kinesiske konsul Hans (Tzi Ma) datter bliver kidnappet. Han beder detektiven Lee (Chan) om at opklare sagen, så Lee bliver fløjet fra Hongkong til Los Angeles. Det ønsker FBI ikke og ansætter politimanden James Carter (Tucker), som skal holde Lee væk fra sagen. Senere prøver Lee og Carter selv at opklare sagen og dermed redde konsulens datter.

## Eksterne Henvisninger
- Rush Hour på Internet Movie Database (engelsk)
- Rush Hour på Filmdatabasen
- Rush Hour på Scope
- Rush Hour i Svensk Filmdatabas (svensk)
- Rush Hour på AlloCiné (fransk)
- Rush Hour på MovieMeter (nederlandsk)
- Rush Hour på AllMovie (engelsk)
- Rush Hour hos American Film Institute (engelsk)
- Rush Hours profil hos Encyclopædia Britannica Online (engelsk)
- Rush Hour på Turner Classic Movies (engelsk)